# 김두현 (1926년)
김두현(金斗鉉, 1926년 9월 25일 ~ 2025년 4월 22일)은 대한민국 법조 출신 정치인이다. 제30대 대한변호사협회 회장 및 제7대 국회의원을 지냈다.

## 학력
- 고려대학교 법학 학사

## 약력
- 미국 하버드대학 초청 객원학자
- 대구고등법원 부장판사
- 국제법률가협회 회장
- 제30대 대한변호사협회 회장 (1981.05 ~ 1982.05)
- 한국법학원 원장
- 세계법대회 한국협회장
- 세계법률가협회 아시아 협회장
- 고촌재단 이사장
- 언론중재위원회 위원장
- 대한중재인 협회 회장
- 서울ㆍ한양칸트리 클럽 이사장
- 대한민국헌정회 부회장

## 상훈
- 국민훈장 무궁화장
- 화랑무공훈장 (6.25참전용사)

## 역대 선거 결과
|  | 56.89% |

|  | 43.50% |